# Liste der Baudenkmäler in Rückholz
Auf dieser Seite sind die Baudenkmäler in der schwäbischen Gemeinde Rückholz zusammengestellt. Diese Tabelle ist eine Teilliste der Liste der Baudenkmäler in Bayern. Grundlage ist die Bayerische Denkmalliste, die auf Basis des Bayerischen Denkmalschutzgesetzes vom 1. Oktober 1973 erstmals erstellt wurde und seither durch das Bayerische Landesamt für Denkmalpflege geführt wird. Die folgenden Angaben ersetzen nicht die rechtsverbindliche Auskunft der Denkmalschutzbehörde.

## Baudenkmäler nach Ortsteilen

### Rückholz
| Lage                    | Objekt                            | Beschreibung | Akten-Nr.             | Bild           |
| ----------------------- | --------------------------------- | --- | --------------------- | -------------- |
| Kirchbichl 1 (Standort) | Katholische Pfarrkirche St. Georg | im Kern spätgotisch, 1719 Chorausbau, 1732 Turmerneuerung, 1740/41 Langhaus ausgebaut und 1899 verlängert; mit Ausstattung | D-7-77-168-1 Wikidata | weitere Bilder |
| Ortsstraße 1 (Standort) | Pfarrhaus                         | ehemaliges Schlösschen als Sitz des Propstes, Walmdachhaus mit Schleppgauben, 1729/31 von Johann Georg Fischer erbaut.     | D-7-77-168-2 Wikidata | weitere Bilder |

### Batzengschwenden
| Lage                      | Objekt    | Beschreibung              | Akten-Nr.             | Bild |
| ------------------------- | --------- | ------------------------- | --------------------- | ---- |
| Haus Nummer 55 (Standort) | Hausfigur | Kruzifix, 17. Jahrhundert | D-7-77-168-3 Wikidata | BW   |

### Eiterberg
| Lage       | Objekt                        | Beschreibung                        | Akten-Nr.             | Bild           |
| ---------- | ----------------------------- | ----------------------------------- | --------------------- | -------------- |
| (Standort) | Katholische Kapelle St. Simon | Neubau 1925; mit alter Ausstattung. | D-7-77-168-4 Wikidata | weitere Bilder |

### Guggemoosen
| Lage                          | Objekt                                 | Beschreibung                                     | Akten-Nr.             | Bild           |
| ----------------------------- | -------------------------------------- | ------------------------------------------------ | --------------------- | -------------- |
| Haus Nummer 52 1/2 (Standort) | Katholische Kapelle St. Peter und Paul | erbaut um 1659, erweitert 1673; mit Ausstattung. | D-7-77-168-5 Wikidata | weitere Bilder |

### Holzleuten
| Lage       | Objekt                                 | Beschreibung                                  | Akten-Nr.             | Bild           |
| ---------- | -------------------------------------- | --------------------------------------------- | --------------------- | -------------- |
| (Standort) | Katholische Kapelle Hl. Dreifaltigkeit | wohl Anfang 18. Jahrhundert; mit Ausstattung. | D-7-77-168-6 Wikidata | weitere Bilder |

### Lerchegg
| Lage                      | Objekt     | Beschreibung                                                                       | Akten-Nr.             | Bild           |
| ------------------------- | ---------- | ---------------------------------------------------------------------------------- | --------------------- | -------------- |
| Haus Nummer 20 (Standort) | Bauernhaus | Obergeschoss offener Blockbau, geschnitzte Flugpfette, über Tenne bezeichnet 1816. | D-7-77-168-7 Wikidata | weitere Bilder |

### Schloßhof
| Lage                          | Objekt  | Beschreibung                  | Akten-Nr.             | Bild           |
| ----------------------------- | ------- | ----------------------------- | --------------------- | -------------- |
| Haus Nummer 57 1/2 (Standort) | Kapelle | erbaut 1920; mit Ausstattung. | D-7-77-168-8 Wikidata | weitere Bilder |

### Schönewald
| Lage                      | Objekt                           | Beschreibung                                 | Akten-Nr.             | Bild                             |
| ------------------------- | -------------------------------- | -------------------------------------------- | --------------------- | -------------------------------- |
| Haus Nummer 66 (Standort) | Katholische Kapelle St. Antonius | erbaut 1689, erneuert 1782; mit Ausstattung. | D-7-77-168-9 Wikidata | Katholische Kapelle St. Antonius |

### Schwalten
| Lage                    | Objekt         | Beschreibung                                                                                 | Akten-Nr.              | Bild           |
| ----------------------- | -------------- | -------------------------------------------------------------------------------------------- | ---------------------- | -------------- |
| Schwalten 65 (Standort) | Haus Schwalten | Walmdachhaus mit Terrassenunterbau und turmartigen Eckerkern, 1910 von Richard Riemerschmid. | D-7-77-168-11 Wikidata | weitere Bilder |

### Treffisried
| Lage       | Objekt                              | Beschreibung                                 | Akten-Nr.              | Bild           |
| ---------- | ----------------------------------- | -------------------------------------------- | ---------------------- | -------------- |
| (Standort) | Katholische Kapelle St. Franz Xaver | Holzbau, 1947; mit historischer Ausstattung. | D-7-77-168-10 Wikidata | weitere Bilder |